# Mistrzostwa Świata w Hokeju na Lodzie 2016 (elita)
Mistrzostwa Świata w Hokeju na Lodzie Elity 2016 rozegrano w dniach 6–22 maja w Rosji. Miastami goszczącymi najlepsze reprezentacje świata były Moskwa (VTB Pałac Lodowy) i Petersburg (PS Jubilejnyj). W 80. turnieju o złoty medal mistrzostw świata uczestniczyło 16 narodowych reprezentacji.
Skład grup turniejowych został zaprezentowany 15 lipca 2015.
Przedstawione godziny rozpoczęcia meczów podane są według czasu środkowoeuropejskiego (polskiego).

## Grupa A
Tabela
| Lp. | Zespół     | M | Pkt | Z | Zd | Pd | P | G+ | G- | +/− |
| --- | ---------- | - | --- | - | -- | -- | - | -- | -- | --- |
| 1   | Czechy     | 7 | 18  | 5 | 1  | 1  | 0 | 27 | 12 | +15 |
| 2   | Rosja      | 7 | 18  | 6 | 0  | 0  | 1 | 32 | 10 | +22 |
| 3   | Szwecja    | 7 | 13  | 3 | 2  | 0  | 2 | 23 | 18 | +5  |
| 4   | Dania      | 7 | 11  | 2 | 2  | 1  | 2 | 17 | 22 | -5  |
| 5   | Norwegia   | 7 | 8   | 2 | 1  | 0  | 4 | 13 | 22 | -9  |
| 6   | Szwajcaria | 7 | 8   | 1 | 1  | 3  | 2 | 20 | 26 | -6  |
| 7   | Łotwa      | 7 | 6   | 1 | 0  | 3  | 3 | 13 | 22 | -9  |
| 8   | Kazachstan | 7 | 2   | 0 | 1  | 0  | 6 | 15 | 28 | -13 |

    = awans do ćwierćfinałów     = utrzymanie w elicie     = spadek do dywizji I grupy A
Wyniki
| 6 maja 2016 | Szwecja | 2:1 pd. | Łotwa | VTB Pałac Lodowy, Moskwa |

| Szczegóły      | Szczegóły                                    | Szczegóły            | Szczegóły              | Szczegóły                                                                        |
| -------------- | -------------------------------------------- | -------------------- | ---------------------- | -------------------------------------------------------------------------------- |
| Godzina: 15:15 | J. Ericsson (EQ) 02:52 G. Nyquist (EQ) 64:06 | (1:0, 0:0, 0:1, 1:0) | 52:29 (PP) K. Sotnieks | Widzów: 4420 Sędzia główny: Stefan Fonselius Sędziowie liniowi: Maksim Sidorenko |
| Godzina: 15:15 | 10 min. kar                                  |                      | 10 min. kar            | Widzów: 4420 Sędzia główny: Stefan Fonselius Sędziowie liniowi: Maksim Sidorenko |

| 6 maja 2016 | Czechy | 3:0 | Rosja | VTB Pałac Lodowy, Moskwa |

| Szczegóły      | Szczegóły                                                           | Szczegóły       | Szczegóły   | Szczegóły                                                                      |
| -------------- | ------------------------------------------------------------------- | --------------- | ----------- | ------------------------------------------------------------------------------ |
| Godzina: 19:15 | T. Kundrátek (EQ) 14:48 R. Červenka (PP) 20:48 M. Birner (EQ) 58:28 | (1:0, 1:0, 1:0) |             | Widzów: 9693 Sędzia główny: Daniel Piechaczek Sędziowie liniowi: Tobias Wehrli |
| Godzina: 19:15 | 10 min. kar                                                         |                 | 10 min. kar | Widzów: 9693 Sędzia główny: Daniel Piechaczek Sędziowie liniowi: Tobias Wehrli |

| 7 maja 2016 | Szwajcaria | 2:3 pk. | Kazachstan | VTB Pałac Lodowy, Moskwa |

| Szczegóły      | Szczegóły                                      | Szczegóły                 | Szczegóły                                                            | Szczegóły                                                                 |
| -------------- | ---------------------------------------------- | ------------------------- | -------------------------------------------------------------------- | ------------------------------------------------------------------------- |
| Godzina: 11:15 | S. Walser (EQ) 14:56 D. Hollenstein (PP) 52:01 | (1:0, 0:1, 1:1, 0:0, 0:1) | 30:57 (SH) R. Sawczenko 50:30 (PP) R. Starczenko 65:00 (PS) N. Dawes | Widzów: 5420 Sędzia główny: Roman Gofman Sędziowie liniowi: Brett Iverson |
| Godzina: 11:15 | 6 min. kar                                     |                           | 8 min. kar                                                           | Widzów: 5420 Sędzia główny: Roman Gofman Sędziowie liniowi: Brett Iverson |

| 7 maja 2016 | Norwegia | 0:3 | Dania | VTB Pałac Lodowy, Moskwa |

| Szczegóły      | Szczegóły  | Szczegóły       | Szczegóły                                                         | Szczegóły                                                                     |
| -------------- | ---------- | --------------- | ----------------------------------------------------------------- | ----------------------------------------------------------------------------- |
| Godzina: 15:15 |            | (0:0, 0:2, 0:1) | 21:06 (EQ) N. Jensen 34:12 (EQ) J. B. Jensen 59:45 (EQ) N. Jensen | Widzów: 6668 Sędzia główny: Stefan Fonselius Sędziowie liniowi: Tobias Wehrli |
| Godzina: 15:15 | 4 min. kar |                 | 16 min. kar                                                       | Widzów: 6668 Sędzia główny: Stefan Fonselius Sędziowie liniowi: Tobias Wehrli |

| 7 maja 2016 | Łotwa | 3:4 pk. | Czechy | VTB Pałac Lodowy, Moskwa |

| Szczegóły      | Szczegóły                                                            | Szczegóły                 | Szczegóły                                                                                   | Szczegóły                                                                 |
| -------------- | -------------------------------------------------------------------- | ------------------------- | ------------------------------------------------------------------------------------------- | ------------------------------------------------------------------------- |
| Godzina: 19:15 | R. Bukarts (EQ) 35:26 Z. Girgensons (PP) 48:20 M. Rēdlihs (EQ) 57:41 | (0:2, 1:0, 2:1, 0:0, 0:1) | 03:33 (EQ) T. Plekanec 06:23 (PP) T. Plekanec 59:01 (EQ) (EA) M. Řepík 65:00 (PS) L. Kašpar | Widzów: 4650 Sędzia główny: Józef Kubus Sędziowie liniowi: Aleksi Rantala |
| Godzina: 19:15 | 31 min. kar                                                          |                           | 8 min. kar                                                                                  | Widzów: 4650 Sędzia główny: Józef Kubus Sędziowie liniowi: Aleksi Rantala |

| 8 maja 2016 | Kazachstan | 4:6 | Rosja | VTB Pałac Lodowy, Moskwa |

| Szczegóły      | Szczegóły                                                                                  | Szczegóły       | Szczegóły | Szczegóły                                                                    |
| -------------- | ------------------------------------------------------------------------------------------ | --------------- | --- | ---------------------------------------------------------------------------- |
| Godzina: 11:15 | D. Boyd (PP) 08:04 R. Starczenko (EQ) 09:02 j. Rymariew (PP) 19:46 M. Siemionow (PP) 41:00 | (3:3, 0:1, 1:2) | 06:43 (EQ) J. Dadonow 09:21 (EQ) R. Lubimow 11:11 (PP2) S. Moziakin 38:02 (PP) A. Biełow 43:57 (EQ) A. Biełow 48:38 (PP) R. Lubimow | Widzów: 10122 Sędzia główny: Józef Kubus Sędziowie liniowi: Maksim Sidorenko |
| Godzina: 11:15 | 10 min. kar                                                                                |                 | 8 min. kar | Widzów: 10122 Sędzia główny: Józef Kubus Sędziowie liniowi: Maksim Sidorenko |

| 8 maja 2016 | Norwegia | 4:3 pd. | Szwajcaria | VTB Pałac Lodowy, Moskwa |

| Szczegóły      | Szczegóły                                                                                | Szczegóły            | Szczegóły                                                           | Szczegóły                                                                       |
| -------------- | ---------------------------------------------------------------------------------------- | -------------------- | ------------------------------------------------------------------- | ------------------------------------------------------------------------------- |
| Godzina: 15:15 | K. A. Olimb (EQ) 14:07 M. Røymark (EQ) 23:03 M. Olimb (PP) 38:03 A. Martinsen (PP) 63:23 | (1:1, 2:0, 0:2, 1:0) | 02:27 (PP) S. Walser 43:24 (EQ) S. Moser 59:50 (EQ) (EA) F. Du Bois | Widzów: 4515 Sędzia główny: Daniel Piechaczek Sędziowie liniowi: Aleksi Rantala |
| Godzina: 15:15 | 8 min. kar                                                                               |                      | 6 min. kar                                                          | Widzów: 4515 Sędzia główny: Daniel Piechaczek Sędziowie liniowi: Aleksi Rantala |

| 8 maja 2016 | Szwecja | 5:2 | Dania | VTB Pałac Lodowy, Moskwa |

| Szczegóły      | Szczegóły | Szczegóły       | Szczegóły                                    | Szczegóły                                                                 |
| -------------- | --- | --------------- | -------------------------------------------- | ------------------------------------------------------------------------- |
| Godzina: 19:15 | R. Rosen (EQ) 27:03 M. Backlund (PP) 28:30 M. Nygren (PP2) 37:06 M. Backlund (PP) 39:00 G. Nyquist (PP) 49:35 | (0:1, 4:0, 1:1) | 15:05 (PP) N. Ehlers 59:54 (EQ) J. B. Jensen | Widzów: 5385 Sędzia główny: Roman Gofman Sędziowie liniowi: Brett Iverson |
| Godzina: 19:15 | 10 min. kar                                                                                                   |                 | 16 min. kar                                  | Widzów: 5385 Sędzia główny: Roman Gofman Sędziowie liniowi: Brett Iverson |

| 9 maja 2016 | Łotwa | 0:4 | Rosja | VTB Pałac Lodowy, Moskwa |

| Szczegóły      | Szczegóły  | Szczegóły       | Szczegóły                                                                                 | Szczegóły                                                                      |
| -------------- | ---------- | --------------- | ----------------------------------------------------------------------------------------- | ------------------------------------------------------------------------------ |
| Godzina: 15:15 |            | (0:0, 0:2, 0:2) | 20:29 (EQ) A. Panarin 27:34 (EQ) J. Dadonow 47:02 (EQ) W. Szypaczow 57:30 (PP) A. Panarin | Widzów: 10440 Sędzia główny: Stefan Fonselius Sędziowie liniowi: Tobias Wehrli |
| Godzina: 15:15 | 8 min. kar |                 | 35 min. kar                                                                               | Widzów: 10440 Sędzia główny: Stefan Fonselius Sędziowie liniowi: Tobias Wehrli |

| 9 maja 2016 | Szwecja | 2:4 | Czechy | VTB Pałac Lodowy, Moskwa |

| Szczegóły      | Szczegóły                                  | Szczegóły       | Szczegóły                                                                            | Szczegóły                                                                         |
| -------------- | ------------------------------------------ | --------------- | ------------------------------------------------------------------------------------ | --------------------------------------------------------------------------------- |
| Godzina: 19:15 | R. Rosen (PP) 09:15 M. Lundberg (SH) 19:52 | (2:0, 0:3, 0:1) | 26:54 (EQ) D. Pastrňák 33:38 (EQ) J. Kovář 37:59 (SH) M. Birner 54:32 (EQ) M. Birner | Widzów: 7780 Sędzia główny: Daniel Piechaczek Sędziowie liniowi: Maksim Sidorenko |
| Godzina: 19:15 | 4 min. kar                                 |                 | 6 min. kar                                                                           | Widzów: 7780 Sędzia główny: Daniel Piechaczek Sędziowie liniowi: Maksim Sidorenko |

| 10 maja 2016 | Szwajcaria | 3:2 pd. | Dania | VTB Pałac Lodowy, Moskwa |

| Szczegóły      | Szczegóły                                                         | Szczegóły            | Szczegóły                                | Szczegóły                                                                        |
| -------------- | ----------------------------------------------------------------- | -------------------- | ---------------------------------------- | -------------------------------------------------------------------------------- |
| Godzina: 15:15 | Y. Weber (EQ) 49:42 N. Niederreiter (EQ) 57:58 S. Dahm (EQ) 64:08 | (0:2, 0:0, 2:0, 1:0) | 07:08 (PP) F. Storm 18:54 (PP) N. Ehlers | Widzów: 5962 Sędzia główny: Antonín Jeřábek Sędziowie liniowi: Konstantin Olenin |
| Godzina: 15:15 | 16 min. kar                                                       |                      | 12 min. kar                              | Widzów: 5962 Sędzia główny: Antonín Jeřábek Sędziowie liniowi: Konstantin Olenin |

| 10 maja 2016 | Kazachstan | 2:4 | Norwegia | VTB Pałac Lodowy, Moskwa |

| Szczegóły      | Szczegóły                                   | Szczegóły       | Szczegóły                                                                                        | Szczegóły                                                                 |
| -------------- | ------------------------------------------- | --------------- | ------------------------------------------------------------------------------------------------ | ------------------------------------------------------------------------- |
| Godzina: 19:15 | N. Dawes (PP) 07:00 B. Bochenski (PP) 35:47 | (1:1, 1:2, 0:1) | 03:24 (EQ) J. Johannsen 33:04 (EQ) K. A. Olimb 38:17 (EQ) M. Olimb 57:37 (EQ) (EN) M. Zuccarello | Widzów: 7384 Sędzia główny: Timothy Mayer Sędziowie liniowi: Linus Ohlund |
| Godzina: 19:15 | 18 min. kar                                 |                 | 12 min. kar                                                                                      | Widzów: 7384 Sędzia główny: Timothy Mayer Sędziowie liniowi: Linus Ohlund |

| 11 maja 2016 | Szwajcaria | 5:4 | Łotwa | VTB Pałac Lodowy, Moskwa |

| Szczegóły      | Szczegóły | Szczegóły       | Szczegóły                                                                               | Szczegóły                                                                     |
| -------------- | --- | --------------- | --------------------------------------------------------------------------------------- | ----------------------------------------------------------------------------- |
| Godzina: 15:15 | N. Niederreiter (PP) 23:33 N. Niederreiter (PP) 26:06 G. Hofmann (EQ) 28:30 S. Andrighetto (EQ) 45:56 E. Blum (EQ) 58:31 | (0:0, 3:3, 2:1) | 33:24 (PP) M. Rēdlihs 37:23 (PP) M. Rēdlihs 38:36 (EQ) R. Ķēniņš 46:22 (EQ) A. Širokovs | Widzów: 5692 Sędzia główny: Timothy Mayer Sędziowie liniowi: Maksim Sidorenko |
| Godzina: 15:15 | 10 min. kar |                 | 22 min. kar                                                                             | Widzów: 5692 Sędzia główny: Timothy Mayer Sędziowie liniowi: Maksim Sidorenko |

| 11 maja 2016 | Szwecja | 7:3 | Kazachstan | VTB Pałac Lodowy, Moskwa |

| Szczegóły      | Szczegóły | Szczegóły       | Szczegóły                                                         | Szczegóły                                                                        |
| -------------- | --- | --------------- | ----------------------------------------------------------------- | -------------------------------------------------------------------------------- |
| Godzina: 19:15 | M. Backlund (EQ) 12:20 L. Klasen (EQ) 15:11 A. Larsson (EQ) 16:15 G. Nyquist (PP) 24:25 G. Nyquist (EQ) 28:51 A. Wennberg (SH) 30:42 G. Nyquist (SH) 54:02 | (3:1, 3:0, 1:2) | 19:59 (PP) D. Boyd 46:49 (EQ) W. Markelow 47:57 (EQ) R. Sawczenko | Widzów: 8729 Sędzia główny: Antonín Jeřábek Sędziowie liniowi: Konstantin Olenin |
| Godzina: 19:15 | 14 min. kar |                 | 8 min. kar                                                        | Widzów: 8729 Sędzia główny: Antonín Jeřábek Sędziowie liniowi: Konstantin Olenin |

| 12 maja 2016 | Czechy | 7:0 | Norwegia | VTB Pałac Lodowy, Moskwa |

| Szczegóły      | Szczegóły | Szczegóły       | Szczegóły   | Szczegóły                                                                |
| -------------- | --- | --------------- | ----------- | ------------------------------------------------------------------------ |
| Godzina: 15:15 | R. Červenka (EQ) 05:11 T. Zohorna (EQ) 09:33 R. Kousal (EQ) 19:45 L. Kašpar (EQ) 22:10 R. Šimek (EQ) 28:37 M. Řepík (EQ) 34:53 L. Kašpar (PP) 39:09 | (3:0, 4:0, 0:0) |             | Widzów: 5124 Sędzia główny: Tobias Bjork Sędziowie liniowi: Marc Wiegand |
| Godzina: 15:15 | 20 min. kar |                 | 12 min. kar | Widzów: 5124 Sędzia główny: Tobias Bjork Sędziowie liniowi: Marc Wiegand |

| 12 maja 2016 | Rosja | 10:1 | Dania | VTB Pałac Lodowy, Moskwa |

| Szczegóły      | Szczegóły | Szczegóły       | Szczegóły             | Szczegóły                                                                 |
| -------------- | --- | --------------- | --------------------- | ------------------------------------------------------------------------- |
| Godzina: 19:15 | A. Marczenko (EQ) 02:38 M. Czudinow (PP) 12:45 N. Zajcew (EQ) 13:06 S. Moziakin (PP) 30:43 S. Moziakin (EQ) 33:42 S. Szyrokow (EQ) 33:52 J. Dadonow (EQ) 37:37 W. Szypaczow (PP) 41:50 W. Szypaczow (EQ) 44:38 A. Panarin (PP) 55:31 | (3:0, 4:1, 3:0) | 29:56 (EQ) J. Hannsen | Widzów: 11022 Sędzia główny: Martin Fraňo Sędziowie liniowi: Linus Ohlund |
| Godzina: 19:15 | 6 min. kar |                 | 16 min. kar           | Widzów: 11022 Sędzia główny: Martin Fraňo Sędziowie liniowi: Linus Ohlund |

| 13 maja 2016 | Czechy | 3:1 | Kazachstan | VTB Pałac Lodowy, Moskwa |

| Szczegóły      | Szczegóły                                                               | Szczegóły       | Szczegóły           | Szczegóły                                                                |
| -------------- | ----------------------------------------------------------------------- | --------------- | ------------------- | ------------------------------------------------------------------------ |
| Godzina: 15:15 | T. Plekanec (EQ) 06:55 T. Plekanec (EQ) 42:51 R. Kousal (EQ) (EN) 58:51 | (1:0, 0:0, 2:1) | 55:30 (EQ) N. Dawes | Widzów: 8234 Sędzia główny: Peter Gebei Sędziowie liniowi: Timothy Mayer |
| Godzina: 15:15 | 8 min. kar                                                              |                 | 6 min. kar          | Widzów: 8234 Sędzia główny: Peter Gebei Sędziowie liniowi: Timothy Mayer |

| 13 maja 2016 | Dania | 3:2 pk. | Łotwa | VTB Pałac Lodowy, Moskwa |

| Szczegóły      | Szczegóły                                                       | Szczegóły                 | Szczegóły                                     | Szczegóły                                                                |
| -------------- | --------------------------------------------------------------- | ------------------------- | --------------------------------------------- | ------------------------------------------------------------------------ |
| Godzina: 19:15 | N. Jensen (PP) 11:57 M. Poulsen (EQ) 28:28 N. Jensen (PS) 65:00 | (1:1, 1:1, 0:0, 0:0, 1:0) | 17:45 (PP) A. Džeriņš 21:57 (PP) K. Daugaviņš | Widzów: 7788 Sędzia główny: Linus Ohlund Sędziowie liniowi: Marc Wiegand |
| Godzina: 19:15 | 10 min. kar                                                     |                           | 33 min. kar                                   | Widzów: 7788 Sędzia główny: Linus Ohlund Sędziowie liniowi: Marc Wiegand |

| 14 maja 2016 | Norwegia | 2:3 | Szwecja | VTB Pałac Lodowy, Moskwa |

| Szczegóły      | Szczegóły                                                | Szczegóły       | Szczegóły                                                        | Szczegóły                                                                |
| -------------- | -------------------------------------------------------- | --------------- | ---------------------------------------------------------------- | ------------------------------------------------------------------------ |
| Godzina: 11:15 | M. Rosseli Olsen (EQ) 43:41 A. Martinsen (EQ) (EA) 58:02 | (0:0, 0:1, 2:2) | 20:56 (EQ) G. Nyquist 42:43 (SH) M. Lundberg 51:47 (PP) R. Rosen | Widzów: 6221 Sędzia główny: Peter Gebei Sędziowie liniowi: Timothy Mayer |
| Godzina: 11:15 | 12 min. kar                                              |                 | 10 min. kar                                                      | Widzów: 6221 Sędzia główny: Peter Gebei Sędziowie liniowi: Timothy Mayer |

| 14 maja 2016 | Rosja | 5:1 | Szwajcaria | VTB Pałac Lodowy, Moskwa |

| Szczegóły      | Szczegóły | Szczegóły       | Szczegóły           | Szczegóły                                                                      |
| -------------- | --- | --------------- | ------------------- | ------------------------------------------------------------------------------ |
| Godzina: 15:15 | I. Tielegin (EQ) 05:13 J. Kuzniecow (EQ) 28:40 I. Tielegin (EQ) 48:50 S. Szyrokow (EQ) 55:20 S. Moziakin (EQ) 59:43 | (1:0, 1:0, 3:1) | 58:44 (EQ) S. Moser | Widzów: 11222 Sędzia główny: Antonín Jeřábek Sędziowie liniowi: Aleksi Rantala |
| Godzina: 15:15 | 6 min. kar |                 | 26 min. kar         | Widzów: 11222 Sędzia główny: Antonín Jeřábek Sędziowie liniowi: Aleksi Rantala |

| 14 maja 2016 | Kazachstan | 1:2 | Łotwa | VTB Pałac Lodowy, Moskwa |

| Szczegóły      | Szczegóły            | Szczegóły       | Szczegóły                                       | Szczegóły                                                                |
| -------------- | -------------------- | --------------- | ----------------------------------------------- | ------------------------------------------------------------------------ |
| Godzina: 19:15 | N. Iwanow (EQ) 04:37 | (1:0, 0:1, 0:1) | 35:14 (EQ) K. Daugaviņš 54:49 (EQ) M. Bičevskis | Widzów: 7305 Sędzia główny: Tobias Bjork Sędziowie liniowi: Martin Fraňo |
| Godzina: 19:15 | 10 min. kar          |                 | 4 min. kar                                      | Widzów: 7305 Sędzia główny: Tobias Bjork Sędziowie liniowi: Martin Fraňo |

| 15 maja 2016 | Dania | 2:1 pk. | Czechy | VTB Pałac Lodowy, Moskwa |

| Szczegóły      | Szczegóły                                 | Szczegóły                 | Szczegóły              | Szczegóły                                                                  |
| -------------- | ----------------------------------------- | ------------------------- | ---------------------- | -------------------------------------------------------------------------- |
| Godzina: 15:15 | M. Madsen (PP) 43:10 N. Ehlers (PS) 65:00 | (0:0, 0:1, 1:0, 0:0, 1:0) | 24:09 (EQ) T. Plekanec | Widzów: 8107 Sędzia główny: Tobias Bjork Sędziowie liniowi: Aleksi Rantala |
| Godzina: 15:15 | 2 min. kar                                |                           | 18 min. kar            | Widzów: 8107 Sędzia główny: Tobias Bjork Sędziowie liniowi: Aleksi Rantala |

| 15 maja 2016 | Szwajcaria | 2:3 pk. | Szwecja | VTB Pałac Lodowy, Moskwa |

| Szczegóły      | Szczegóły                                           | Szczegóły                 | Szczegóły                                                              | Szczegóły                                                                     |
| -------------- | --------------------------------------------------- | ------------------------- | ---------------------------------------------------------------------- | ----------------------------------------------------------------------------- |
| Godzina: 19:15 | S. Andrighetto (EQ) 18:21 D. Hollenstein (PP) 44:58 | (1:0, 0:1, 1:1, 0:0, 0:1) | 31:12 (PP) J. Sundström 50:02 (PP) G. Nyquist 65:00 (PS) A. Burakovsky | Widzów: 8214 Sędzia główny: Stefan Fonselius Sędziowie liniowi: Brett Iverson |
| Godzina: 19:15 | 18 min. kar                                         |                           | 16 min. kar                                                            | Widzów: 8214 Sędzia główny: Stefan Fonselius Sędziowie liniowi: Brett Iverson |

| 16 maja 2016 | Rosja | 3:0 | Norwegia | VTB Pałac Lodowy, Moskwa |

| Szczegóły      | Szczegóły                                                          | Szczegóły       | Szczegóły  | Szczegóły                                                                      |
| -------------- | ------------------------------------------------------------------ | --------------- | ---------- | ------------------------------------------------------------------------------ |
| Godzina: 15:15 | I. Tielegin (EQ) 22:09 A. Panarin (EQ) 37:52 R. Lubimow (EQ) 42:31 | (0:0, 2:0, 1:0) |            | Widzów: 12116 Sędzia główny: Tobias Bjork Sędziowie liniowi: Daniel Piechaczek |
| Godzina: 15:15 | 6 min. kar                                                         |                 | 8 min. kar | Widzów: 12116 Sędzia główny: Tobias Bjork Sędziowie liniowi: Daniel Piechaczek |

| 16 maja 2016 | Dania | 4:1 | Kazachstan | VTB Pałac Lodowy, Moskwa |

| Szczegóły      | Szczegóły                                                                              | Szczegóły       | Szczegóły           | Szczegóły                                                              |
| -------------- | -------------------------------------------------------------------------------------- | --------------- | ------------------- | ---------------------------------------------------------------------- |
| Godzina: 19:15 | M. Lauridsen (PP) 08:56 J. Hansen (PP) 16:46 N. Jensen (PP) 17:50 N. Ehlers (PP) 29:53 | (3:0, 1:1, 0:0) | 23:57 (EQ) N. Dawes | Widzów: 7097 Sędzia główny: Peter Gebei Sędziowie liniowi: Józef Kubus |
| Godzina: 19:15 | 2 min. kar                                                                             |                 | 12 min. kar         | Widzów: 7097 Sędzia główny: Peter Gebei Sędziowie liniowi: Józef Kubus |

| 17 maja 2016 | Czechy | 5:4 | Szwajcaria | VTB Pałac Lodowy, Moskwa |

| Szczegóły      | Szczegóły                                                                                                  | Szczegóły       | Szczegóły                                                                                               | Szczegóły                                                                     |
| -------------- | --- | --------------- | --- | ----------------------------------------------------------------------------- |
| Godzina: 11:15 | M. Birner (PP) 17:00 L. Kašpar (PS) 24:50 M. Zaťovič (EQ) 41:45 T. Zohorna (EQ) 49:59 M. Jordán (SH) 54:15 | (1:1, 1:0, 3:3) | 18:39 (EQ) D. Hollenstein 45:38 (EQ) S. Moser 55:42 (EQ) N. Schneeberger 59:43 (EQ) (EA) S. Andrighetto | Widzów: 7101 Sędzia główny: Tobias Bjork Sędziowie liniowi: Daniel Piechaczek |
| Godzina: 11:15 | 6 min. kar                                                                                                 |                 | 8 min. kar                                                                                              | Widzów: 7101 Sędzia główny: Tobias Bjork Sędziowie liniowi: Daniel Piechaczek |

| 17 maja 2016 | Łotwa | 1:3 | Norwegia | VTB Pałac Lodowy, Moskwa |

| Szczegóły      | Szczegóły              | Szczegóły       | Szczegóły                                                           | Szczegóły                                                                |
| -------------- | ---------------------- | --------------- | ------------------------------------------------------------------- | ------------------------------------------------------------------------ |
| Godzina: 15:15 | M. Indrašis (PP) 11:42 | (1:1, 0:2, 0:0) | 16:12 (EQ) K. A. Olimb 20:40 (EQ) J. Holøs 20:56 (EQ) J. Johannesen | Widzów: 6037 Sędzia główny: Peter Gebei Sędziowie liniowi: Timothy Mayer |
| Godzina: 15:15 | 6 min. kar             |                 | 26 min. kar                                                         | Widzów: 6037 Sędzia główny: Peter Gebei Sędziowie liniowi: Timothy Mayer |

| 17 maja 2016 | Rosja | 4:1 | Szwecja | VTB Pałac Lodowy, Moskwa |

| Szczegóły      | Szczegóły                                                                              | Szczegóły       | Szczegóły            | Szczegóły                                                                  |
| -------------- | -------------------------------------------------------------------------------------- | --------------- | -------------------- | -------------------------------------------------------------------------- |
| Godzina: 19:15 | J. Dadonow (EQ) 14:43 A. Panarin (EQ) 17:52 P. Daciuk (EQ) 21:34 R. Lubimow (EQ) 29:40 | (2:0, 2:0, 0:1) | 41:06 (PP) M. Ekholm | Widzów: 12181 Sędzia główny: Józef Kubus Sędziowie liniowi: Aleksi Rantala |
| Godzina: 19:15 | 4 min. kar                                                                             |                 | 8 min. kar           | Widzów: 12181 Sędzia główny: Józef Kubus Sędziowie liniowi: Aleksi Rantala |

## Grupa B
Tabela
| Lp. | Zespół            | M | Pkt | Z | Zd | Pd | P | G+ | G- | +/− |
| --- | ----------------- | - | --- | - | -- | -- | - | -- | -- | --- |
| 1   | Finlandia         | 7 | 21  | 7 | 0  | 0  | 0 | 29 | 6  | +23 |
| 2   | Kanada            | 7 | 18  | 6 | 0  | 0  | 1 | 34 | 8  | +26 |
| 3   | Niemcy            | 7 | 13  | 4 | 0  | 1  | 2 | 22 | 20 | +2  |
| 4   | Stany Zjednoczone | 7 | 10  | 3 | 0  | 1  | 3 | 22 | 18 | +4  |
| 5   | Słowacja          | 7 | 8   | 2 | 1  | 0  | 4 | 15 | 23 | -8  |
| 6   | Białoruś          | 7 | 6   | 2 | 0  | 0  | 5 | 16 | 32 | -16 |
| 7   | Francja           | 7 | 5   | 1 | 1  | 0  | 5 | 11 | 23 | -12 |
| 8   | Węgry             | 7 | 3   | 1 | 0  | 0  | 6 | 12 | 31 | -19 |

    = awans do ćwierćfinałów     = utrzymanie w elicie     = spadek do dywizji I grupy A
Wyniki
| 6 maja 2016 | Stany Zjednoczone | 1:5 | Kanada | Jubileuszowy Pałac Sportu, Sankt Petersburg |

| Szczegóły      | Szczegóły            | Szczegóły       | Szczegóły | Szczegóły                                                                 |
| -------------- | -------------------- | --------------- | --- | ------------------------------------------------------------------------- |
| Godzina: 15:15 | P. Maroon (PP) 04:54 | (1:2, 0:1, 0:2) | 05:25 (EQ) T. Hall 08:48 (EQ) B. Gallagher 31:37 (EQ) M. Duchene 45:54 (EQ) B. Jenner 51:16 (SH) B. Marchand | Widzów: 5236 Sędzia główny: Tobias Bjorke Sędziowie liniowi: Marc Wiegand |
| Godzina: 15:15 | 10 min. kar          |                 | 6 min. kar                                                                                                   | Widzów: 5236 Sędzia główny: Tobias Bjorke Sędziowie liniowi: Marc Wiegand |

| 6 maja 2016 | Finlandia | 6:2 | Białoruś | Jubileuszowy Pałac Sportu, Sankt Petersburg |

| Szczegóły      | Szczegóły | Szczegóły       | Szczegóły                                | Szczegóły                                                               |
| -------------- | --- | --------------- | ---------------------------------------- | ----------------------------------------------------------------------- |
| Godzina: 19:15 | P. Laine (EQ) 21:45 M. Koivu (EQ) 32:28 P. Laine (PP2) 38:36 M. Granlund (PP) 39:56 A. Pihlström (EQ) 42:59 M. Granlund (EQ) 47:51 | (0:0, 4:1, 2:1) | 37:55 (SH) A. Staś 51:01 (EQ) A. Kalużny | Widzów: 4877 Sędzia główny: Martin Fraňo Sędziowie liniowi: Peter Gebei |
| Godzina: 19:15 | 8 min. kar |                 | 8 min. kar                               | Widzów: 4877 Sędzia główny: Martin Fraňo Sędziowie liniowi: Peter Gebei |

| 7 maja 2016 | Słowacja | 4:1 | Węgry | Jubileuszowy Pałac Sportu, Sankt Petersburg |

| Szczegóły      | Szczegóły                                                                           | Szczegóły       | Szczegóły            | Szczegóły                                                                 |
| -------------- | ----------------------------------------------------------------------------------- | --------------- | -------------------- | ------------------------------------------------------------------------- |
| Godzina: 11:15 | T. Marcinko (EQ) 07:07 T. Jurčo (EQ) 17:43 A. Sekera (EQ) 35:09 M. Rajna (EQ) 57:43 | (2:1, 1:0, 1:0) | 13:30 (PP) F. Banham | Widzów: 2830 Sędzia główny: Timothy Mayer Sędziowie liniowi: Mark Wiegand |
| Godzina: 11:15 | 10 min. kar                                                                         |                 | 6 min. kar           | Widzów: 2830 Sędzia główny: Timothy Mayer Sędziowie liniowi: Mark Wiegand |

| 7 maja 2016 | Francja | 3:2 pk. | Niemcy | Jubileuszowy Pałac Sportu, Sankt Petersburg |

| Szczegóły      | Szczegóły                                                       | Szczegóły                 | Szczegóły                                 | Szczegóły                                                                   |
| -------------- | --------------------------------------------------------------- | ------------------------- | ----------------------------------------- | --------------------------------------------------------------------------- |
| Godzina: 15:15 | D. Raux (EQ) 03:38 V. Claireaux (EQ) 39:10 D. Fleury (PS) 65:00 | (1:0, 1:2, 0:0, 0:0, 1:0) | 20:26 (PP) T. Rieder 36:50 (EQ) F. Schütz | Widzów: 3750 Sędzia główny: Martin Fraňo Sędziowie liniowi: Antonín Jeřábek |
| Godzina: 15:15 | 14 min. kar                                                     |                           | 8 min. kar                                | Widzów: 3750 Sędzia główny: Martin Fraňo Sędziowie liniowi: Antonín Jeřábek |

| 7 maja 2016 | Białoruś | 3:6 | Stany Zjednoczone | Jubileuszowy Pałac Sportu, Sankt Petersburg |

| Szczegóły      | Szczegóły                                                     | Szczegóły       | Szczegóły | Szczegóły                                                                     |
| -------------- | ------------------------------------------------------------- | --------------- | --- | ----------------------------------------------------------------------------- |
| Godzina: 19:15 | G. Platt (PP) 27:10 A. Staś (EQ) 38:12 D. Korabau (PP2) 49:28 | (0:2, 2:3, 1:1) | 09:58 (EQ) M. Woods 13:38 (PP) C. Wideman 22:13 (PP) D. Larkin 28:09 (EQ) N. Hanifin 34:25 (PP) A. Matthews 54:40 (EQ) A. Matthews | Widzów: 3762 Sędzia główny: Linus Ohlund Sędziowie liniowi: Konstantin Olenin |
| Godzina: 19:15 | 41 min. kar                                                   |                 | 18 min. kar | Widzów: 3762 Sędzia główny: Linus Ohlund Sędziowie liniowi: Konstantin Olenin |

| 8 maja 2016 | Węgry | 1:7 | Kanada | Jubileuszowy Pałac Sportu, Sankt Petersburg |

| Szczegóły      | Szczegóły              | Szczegóły       | Szczegóły | Szczegóły                                                                   |
| -------------- | ---------------------- | --------------- | --- | --------------------------------------------------------------------------- |
| Godzina: 11:15 | I. Bartalis (EQ) 18:14 | (1:2, 0:4, 0:1) | 05:54 (PP) M. Scheifele 10:04 (EQ) C. Perry 27:12 (EQ) M. Stone 29:05 (EQ) B. Marchand 31:36 (EQ) D. Brassard 32:45 (EQ) M. Matheson 44:35 (EQ) T. Hall | Widzów: 3825 Sędzia główny: Antonín Jeřábek Sędziowie liniowi: Linus Ohlund |
| Godzina: 11:15 | 12 min. kar            |                 | 6 min. kar | Widzów: 3825 Sędzia główny: Antonín Jeřábek Sędziowie liniowi: Linus Ohlund |

| 8 maja 2016 | Finlandia | 5:1 | Niemcy | Jubileuszowy Pałac Sportu, Sankt Petersburg |

| Szczegóły      | Szczegóły                                                                                                | Szczegóły       | Szczegóły           | Szczegóły                                                                      |
| -------------- | --- | --------------- | ------------------- | ------------------------------------------------------------------------------ |
| Godzina: 15:15 | P. Laine (PP) 06:22 L. Komarov (PP) 09:08 S. Aho (EQ) 29:53 J. Koskiranta (EQ) 37:50 P. Laine (PP) 59:57 | (2:0, 2:1, 1:0) | 38:42 (PP) B. Macek | Widzów: 4409 Sędzia główny: Timothy Mayer Sędziowie liniowi: Konstantin Olenin |
| Godzina: 15:15 | 12 min. kar                                                                                              |                 | 28 min. kar         | Widzów: 4409 Sędzia główny: Timothy Mayer Sędziowie liniowi: Konstantin Olenin |

| 8 maja 2016 | Francja | 1:5 | Słowacja | Jubileuszowy Pałac Sportu, Sankt Petersburg |

| Szczegóły      | Szczegóły            | Szczegóły       | Szczegóły                                                                                               | Szczegóły                                                               |
| -------------- | -------------------- | --------------- | --- | ----------------------------------------------------------------------- |
| Godzina: 19:15 | J. Perret (EQ) 01:09 | (1:2, 0:2, 0:1) | 03:55 (EQ) A. Sekera 13:55 (EQ) D. Graňák 34:52 (PP) M. Bakoš 35:40 (EQ) L. Hudáček 57:55 (EQ) C. Jaroš | Widzów: 3850 Sędzia główny: Tobias Bjork Sędziowie liniowi: Peter Gebei |
| Godzina: 19:15 | 10 min. kar          |                 | 10 min. kar                                                                                             | Widzów: 3850 Sędzia główny: Tobias Bjork Sędziowie liniowi: Peter Gebei |

| 9 maja 2016 | Białoruś | 0:8 | Kanada | Jubileuszowy Pałac Sportu, Sankt Petersburg |

| Szczegóły      | Szczegóły   | Szczegóły       | Szczegóły | Szczegóły                                                               |
| -------------- | ----------- | --------------- | --- | ----------------------------------------------------------------------- |
| Godzina: 15:15 |             | (0:1, 0:4, 0:3) | 16:26 (PP) D. Brassard 21:03 (EQ) C. Perry 23:58 (SH) R. O’Reilly 31:19 (PP) M. Duchene 31:39 (EQ) T. Hall 41:26 (EQ) R. O’Reilly 49:17 (EQ) M. Stone 53:52 (PP) M. Matheson | Widzów: 4536 Sędzia główny: Peter Gebei Sędziowie liniowi: Marc Wiegand |
| Godzina: 15:15 | 10 min. kar |                 | 6 min. kar | Widzów: 4536 Sędzia główny: Peter Gebei Sędziowie liniowi: Marc Wiegand |

| 9 maja 2016 | Finlandia | 3:2 | Stany Zjednoczone | Jubileuszowy Pałac Sportu, Sankt Petersburg |

| Szczegóły      | Szczegóły                                                         | Szczegóły       | Szczegóły                                  | Szczegóły                                                                |
| -------------- | ----------------------------------------------------------------- | --------------- | ------------------------------------------ | ------------------------------------------------------------------------ |
| Godzina: 19:15 | M. Koivu (EQ) 09:16 A. Pihlström (EQ) 12:04 L. Komarov (PP) 44:16 | (2:1, 0:0, 1:1) | 13:45 (EQ) F. Vatrano 40:53 (EQ) C. Murphy | Widzów: 4830 Sędzia główny: Tobias Bjork Sędziowie liniowi: Martin Fraňo |
| Godzina: 19:15 | 6 min. kar                                                        |                 | 8 min. kar                                 | Widzów: 4830 Sędzia główny: Tobias Bjork Sędziowie liniowi: Martin Fraňo |

| 10 maja 2016 | Słowacja | 1:5 | Niemcy | Jubileuszowy Pałac Sportu, Sankt Petersburg |

| Szczegóły      | Szczegóły              | Szczegóły       | Szczegóły                                                                                              | Szczegóły                                                                   |
| -------------- | ---------------------- | --------------- | --- | --------------------------------------------------------------------------- |
| Godzina: 15:15 | P. Cehlárik (EQ) 08:42 | (1:0, 0:3, 0:2) | 24:23 (EQ) P. Hager 28:57 (EQ) P. Gogulla 34:48 (PP) P. Reimer 43:45 (EQ) B. Macek 54:36 (EQ) D. Kahun | Widzów: 3715 Sędzia główny: Brett Iverson Sędziowie liniowi: Aleksi Rantala |
| Godzina: 15:15 | 10 min. kar            |                 | 12 min. kar                                                                                            | Widzów: 3715 Sędzia główny: Brett Iverson Sędziowie liniowi: Aleksi Rantala |

| 10 maja 2016 | Węgry | 2:6 | Francja | Jubileuszowy Pałac Sportu, Sankt Petersburg |

| Szczegóły      | Szczegóły                              | Szczegóły       | Szczegóły | Szczegóły                                                               |
| -------------- | -------------------------------------- | --------------- | --- | ----------------------------------------------------------------------- |
| Godzina: 19:15 | M. Vas (PP) 13:10 I. Sofron (EQ) 47:58 | (1:3, 0:1, 1:2) | 09:14 (EQ) N. Ritz 17:28 (EQ) S. Treille 19:26 (PP) D. Fleury 38:03 (EQ) F. Chakachvili 53:03 (PP) S. Treille 56:11 (EQ) S. Treille | Widzów: 3340 Sędzia główny: Roman Gofman Sędziowie liniowi: Józef Kubus |
| Godzina: 19:15 | 12 min. kar                            |                 | 10 min. kar | Widzów: 3340 Sędzia główny: Roman Gofman Sędziowie liniowi: Józef Kubus |

| 11 maja 2016 | Słowacja | 2:4 | Białoruś | Jubileuszowy Pałac Sportu, Sankt Petersburg |

| Szczegóły      | Szczegóły                                 | Szczegóły       | Szczegóły                                                                                 | Szczegóły                                                                  |
| -------------- | ----------------------------------------- | --------------- | ----------------------------------------------------------------------------------------- | -------------------------------------------------------------------------- |
| Godzina: 15:15 | A. Sekera (PP2) 20:47 T. Jurčo (EQ) 36:26 | (0:0, 2:0, 0:4) | 42:22 (EQ) K. Hatawiec 46:22 (EQ) A. Haurus 54:42 (EQ) A. Stiepanow 57:16 (EQ) C. Linglet | Widzów: 3172 Sędzia główny: Roman Gofman Sędziowie liniowi: Aleksi Rantala |
| Godzina: 15:15 | 12 min. kar                               |                 | 14 min. kar                                                                               | Widzów: 3172 Sędzia główny: Roman Gofman Sędziowie liniowi: Aleksi Rantala |

| 11 maja 2016 | Finlandia | 3:0 | Węgry | Jubileuszowy Pałac Sportu, Sankt Petersburg |

| Szczegóły      | Szczegóły                                                      | Szczegóły       | Szczegóły   | Szczegóły                                                                      |
| -------------- | -------------------------------------------------------------- | --------------- | ----------- | ------------------------------------------------------------------------------ |
| Godzina: 19:15 | A. Ohtamaa (EQ) 36:22 M. Koivu (EQ) 49:27 A. Barkov (PP) 56:34 | (0:0, 1:0, 2:0) |             | Widzów: 3794 Sędzia główny: Brett Iverson Sędziowie liniowi: Daniel Piechaczek |
| Godzina: 19:15 | 2 min. kar                                                     |                 | 14 min. kar | Widzów: 3794 Sędzia główny: Brett Iverson Sędziowie liniowi: Daniel Piechaczek |

| 12 maja 2016 | Stany Zjednoczone | 4:0 | Francja | Jubileuszowy Pałac Sportu, Sankt Petersburg |

| Szczegóły      | Szczegóły                                                                               | Szczegóły       | Szczegóły  | Szczegóły                                                                         |
| -------------- | --------------------------------------------------------------------------------------- | --------------- | ---------- | --------------------------------------------------------------------------------- |
| Godzina: 15:15 | C. Wideman (PP) 34:23 C. Murphy (EQ) 36:30 J. T. Compher (EQ) 39:55 B. Skjei (EQ) 41:19 | (0:0, 3:0, 1:0) |            | Widzów: 4287 Sędzia główny: Stefan Fonselius Sędziowie liniowi: Daniel Piechaczek |
| Godzina: 15:15 | 12 min. kar                                                                             |                 | 8 min. kar | Widzów: 4287 Sędzia główny: Stefan Fonselius Sędziowie liniowi: Daniel Piechaczek |

| 12 maja 2016 | Kanada | 5:2 | Niemcy | Jubileuszowy Pałac Sportu, Sankt Petersburg |

| Szczegóły      | Szczegóły                                                                                         | Szczegóły       | Szczegóły                                | Szczegóły                                                                |
| -------------- | ------------------------------------------------------------------------------------------------- | --------------- | ---------------------------------------- | ------------------------------------------------------------------------ |
| Godzina: 19:15 | T. Hall (EQ) 03:54 C. Perry (PP) 23:22 T. Hall (EQ) 43:12 B. Jenner (EQ) 46:50 C. Ceci (PP) 53:17 | (1:0, 1:2, 3:0) | 31:31 (EQ) P. Reimer 37:36 (EQ) S. Akdag | Widzów: 5369 Sędzia główny: Józef Kubus Sędziowie liniowi: Tobias Wehrli |
| Godzina: 19:15 | 8 min. kar                                                                                        |                 | 6 min. kar                               | Widzów: 5369 Sędzia główny: Józef Kubus Sędziowie liniowi: Tobias Wehrli |

| 13 maja 2016 | Stany Zjednoczone | 5:1 | Węgry | Jubileuszowy Pałac Sportu, Sankt Petersburg |

| Szczegóły      | Szczegóły | Szczegóły       | Szczegóły            | Szczegóły                                                                     |
| -------------- | --- | --------------- | -------------------- | ----------------------------------------------------------------------------- |
| Godzina: 15:15 | N. Foligno (PP) 24:37 V. Hinostroza (EQ) 24:55 D. Larkin (EQ) 34:12 N. Foligno (EQ) 52:07 C. Murphy (EQ) 55:20 | (0:0, 3:0, 2:1) | 57:59 (PP) I. Sofron | Widzów: 3598 Sędzia główny: Roman Gofman Sędziowie liniowi: Konstantin Olenin |
| Godzina: 15:15 | 8 min. kar |                 | 10 min. kar          | Widzów: 3598 Sędzia główny: Roman Gofman Sędziowie liniowi: Konstantin Olenin |

| 13 maja 2016 | Niemcy | 5:2 | Białoruś | Jubileuszowy Pałac Sportu, Sankt Petersburg |

| Szczegóły      | Szczegóły | Szczegóły       | Szczegóły                                  | Szczegóły                                                                     |
| -------------- | --- | --------------- | ------------------------------------------ | ----------------------------------------------------------------------------- |
| Godzina: 19:15 | P. Reimer (EQ) 04:26 L. Draisaitl (EQ) 05:44 F. Schütz (PP) 10:47 B. Macek (EQ) 34:23 P. Gogula (PP) (EN) 59:51 | (3:0, 1:1, 1:1) | 28:08 (PP) A. Stiepanow 49:12 (EQ) A. Staś | Widzów: 5275 Sędzia główny: Stefan Fonselius Sędziowie liniowi: Brett Iverson |
| Godzina: 19:15 | 8 min. kar |                 | 4 min. kar                                 | Widzów: 5275 Sędzia główny: Stefan Fonselius Sędziowie liniowi: Brett Iverson |

| 14 maja 2016 | Francja | 1:3 | Finlandia | Jubileuszowy Pałac Sportu, Sankt Petersburg |

| Szczegóły      | Szczegóły                   | Szczegóły       | Szczegóły                                                      | Szczegóły                                                                    |
| -------------- | --------------------------- | --------------- | -------------------------------------------------------------- | ---------------------------------------------------------------------------- |
| Godzina: 11:15 | P.-É. Bellemare (PP2) 52:31 | (0:0, 0:3, 1:0) | 25:00 (EQ) E. Lindell 30:40 (EQ) A. Barkov 34:50 (EQ) P. Laine | Widzów: 4278 Sędzia główny: Roman Gofman Sędziowie liniowi: Maksim Sidorenko |
| Godzina: 11:15 | 8 min. kar                  |                 | 8 min. kar                                                     | Widzów: 4278 Sędzia główny: Roman Gofman Sędziowie liniowi: Maksim Sidorenko |

| 14 maja 2016 | Węgry | 5:2 | Białoruś | Jubileuszowy Pałac Sportu, Sankt Petersburg |

| Szczegóły      | Szczegóły                                                                                           | Szczegóły       | Szczegóły                                | Szczegóły                                                                |
| -------------- | --------------------------------------------------------------------------------------------------- | --------------- | ---------------------------------------- | ------------------------------------------------------------------------ |
| Godzina: 15:15 | G. Nagy (EQ) 05:31 J. Vas (SH) 10:31 B. Sebők (EQ) 30:32 V. Galló (EQ) 33:49 J. Vas (SH) (EA) 59:57 | (2:1, 2:1, 1:0) | 12:13 (PP) G. Platt 26:43 (EQ) A. Haurus | Widzów: 4539 Sędzia główny: Józef Kubus Sędziowie liniowi: Tobias Wehrli |
| Godzina: 15:15 | 8 min. kar                                                                                          |                 | 6 min. kar                               | Widzów: 4539 Sędzia główny: Józef Kubus Sędziowie liniowi: Tobias Wehrli |

| 14 maja 2016 | Kanada | 5:0 | Słowacja | Jubileuszowy Pałac Sportu, Sankt Petersburg |

| Szczegóły      | Szczegóły | Szczegóły       | Szczegóły   | Szczegóły                                                                          |
| -------------- | --- | --------------- | ----------- | ---------------------------------------------------------------------------------- |
| Godzina: 19:15 | M. Rielly (EQ) 11:09 M. Duchene (EQ) 18:30 T. Hall (PP) 33:56 M. Scheifele (EQ) 38:35 D. Brassard (EQ) 50:27 | (2:0, 2:0, 1:0) |             | Widzów: 5512 Sędzia główny: Konstantin Olenin Sędziowie liniowi: Daniel Piechaczek |
| Godzina: 19:15 | 4 min. kar                                                                                                   |                 | 12 min. kar | Widzów: 5512 Sędzia główny: Konstantin Olenin Sędziowie liniowi: Daniel Piechaczek |

| 15 maja 2016 | Niemcy | 3:2 | Stany Zjednoczone | Jubileuszowy Pałac Sportu, Sankt Petersburg |

| Szczegóły      | Szczegóły                                                      | Szczegóły       | Szczegóły                                   | Szczegóły                                                                     |
| -------------- | -------------------------------------------------------------- | --------------- | ------------------------------------------- | ----------------------------------------------------------------------------- |
| Godzina: 15:15 | P. Hager (PP) 02:19 C. Ehrhoff (EQ) 13:06 K. Holzer (EQ) 59:27 | (2:1, 0:1, 1:0) | 10:35 (EQ) J. McCabe 20:26 (PP) A. Matthews | Widzów: 4798 Sędzia główny: Maksim Sidorenko Sędziowie liniowi: Tobias Wehrli |
| Godzina: 15:15 | 14 min. kar                                                    |                 | 6 min. kar                                  | Widzów: 4798 Sędzia główny: Maksim Sidorenko Sędziowie liniowi: Tobias Wehrli |

| 15 maja 2016 | Słowacja | 0:5 | Finlandia | Jubileuszowy Pałac Sportu, Sankt Petersburg |

| Szczegóły      | Szczegóły  | Szczegóły       | Szczegóły                                                                                                  | Szczegóły                                                                |
| -------------- | ---------- | --------------- | --- | ------------------------------------------------------------------------ |
| Godzina: 19:15 |            | (0:0, 0:2, 0:3) | 31:07 (PP) M. Koivu 31:47 (EQ) A. Pihlström 46:46 (EQ) A. Barkov 59:45 (PP) J. Jokinen 59:57 (EQ) P. Laine | Widzów: 5679 Sędzia główny: Linus Ohlund Sędziowie liniowi: Marc Wiegand |
| Godzina: 19:15 | 8 min. kar |                 | 4 min. kar                                                                                                 | Widzów: 5679 Sędzia główny: Linus Ohlund Sędziowie liniowi: Marc Wiegand |

| 16 maja 2016 | Kanada | 4:0 | Francja | Jubileuszowy Pałac Sportu, Sankt Petersburg |

| Szczegóły      | Szczegóły                                                                             | Szczegóły       | Szczegóły  | Szczegóły                                                                   |
| -------------- | ------------------------------------------------------------------------------------- | --------------- | ---------- | --------------------------------------------------------------------------- |
| Godzina: 15:15 | M. Stone (PP) 08:32 M. Duchene (PP) 35:26 M. Scheifele (EQ) 43:51 C. Perry (EQ) 54:45 | (1:0, 1:0, 2:0) |            | Widzów: 5219 Sędzia główny: Antonín Jeřábek Sędziowie liniowi: Linus Ohlund |
| Godzina: 15:15 | 4 min. kar                                                                            |                 | 8 min. kar | Widzów: 5219 Sędzia główny: Antonín Jeřábek Sędziowie liniowi: Linus Ohlund |

| 16 maja 2016 | Niemcy | 4:2 | Węgry | Jubileuszowy Pałac Sportu, Sankt Petersburg |

| Szczegóły      | Szczegóły                                                                         | Szczegóły       | Szczegóły                                | Szczegóły                                                                     |
| -------------- | --------------------------------------------------------------------------------- | --------------- | ---------------------------------------- | ----------------------------------------------------------------------------- |
| Godzina: 19:15 | P. Hager (PP) 31:42 D. Reul (EQ) 41:22 C. Braun (EQ) 57:24 M. Goc (EQ) (EN) 59:27 | (0:1, 1:0, 3:1) | 09:09 (EQ) I. Sofron 45:14 (EQ) K. Wehrs | Widzów: 5038 Sędzia główny: Martin Fraňo Sędziowie liniowi: Konstantin Olenin |
| Godzina: 19:15 | 4 min. kar                                                                        |                 | 8 min. kar                               | Widzów: 5038 Sędzia główny: Martin Fraňo Sędziowie liniowi: Konstantin Olenin |

| 17 maja 2016 | Stany Zjednoczone | 2:3 pd. | Słowacja | Jubileuszowy Pałac Sportu, Sankt Petersburg |

| Szczegóły      | Szczegóły                                  | Szczegóły            | Szczegóły                                                     | Szczegóły                                                                       |
| -------------- | ------------------------------------------ | -------------------- | ------------------------------------------------------------- | ------------------------------------------------------------------------------- |
| Godzina: 11:15 | B. Nelson (PP) 27:15 N. Foligno (EQ) 42:53 | (0:1, 1:0, 1:1, 0:1) | 18:39 (EQ) C. Jaroš 52:14 (EQ) P. Skalický 60:59 (EQ) M. Daňo | Widzów: 5080 Sędzia główny: Antonín Jeřábek Sędziowie liniowi: Maksim Sidorenko |
| Godzina: 11:15 | 10 min. kar                                |                      | 4 min. kar                                                    | Widzów: 5080 Sędzia główny: Antonín Jeřábek Sędziowie liniowi: Maksim Sidorenko |

| 17 maja 2016 | Białoruś | 3:0 | Francja | Jubileuszowy Pałac Sportu, Sankt Petersburg |

| Szczegóły      | Szczegóły                                                 | Szczegóły       | Szczegóły   | Szczegóły                                                                |
| -------------- | --------------------------------------------------------- | --------------- | ----------- | ------------------------------------------------------------------------ |
| Godzina: 15:15 | A. Staś (EQ) 25:12 G. Platt (EQ) 38:23 A. Staś (EQ) 44:59 | (0:0, 2:0, 1:0) |             | Widzów: 4895 Sędzia główny: Martin Fraňo Sędziowie liniowi: Linus Ohlund |
| Godzina: 15:15 | 12 min. kar                                               |                 | 12 min. kar | Widzów: 4895 Sędzia główny: Martin Fraňo Sędziowie liniowi: Linus Ohlund |

| 17 maja 2016 | Kanada | 0:4 | Finlandia | Jubileuszowy Pałac Sportu, Sankt Petersburg |

| Szczegóły      | Szczegóły   | Szczegóły       | Szczegóły                                                                                  | Szczegóły                                                                 |
| -------------- | ----------- | --------------- | ------------------------------------------------------------------------------------------ | ------------------------------------------------------------------------- |
| Godzina: 19:15 |             | (0:0, 0:3, 0:1) | 26:10 (EQ) T. Kivistö 36:03 (EQ) L. Komarov 38:50 (EQ) M. Pyörälä 42:32 (EQ) J. Koskiranta | Widzów: 5890 Sędzia główny: Roman Gofman Sędziowie liniowi: Tobias Wehrli |
| Godzina: 19:15 | 12 min. kar |                 | 4 min. kar                                                                                 | Widzów: 5890 Sędzia główny: Roman Gofman Sędziowie liniowi: Tobias Wehrli |

## Faza pucharowa
|  |                           |                   |                       |                       |   |                   |                       |                       |                       |                       |                   |       |       |
|  | Ćwierćfinały              | Ćwierćfinały      | Ćwierćfinały          |                       |   | Półfinały         | Półfinały             | Półfinały             |                       |                       | Finał             | Finał | Finał |
|  | Ćwierćfinały              | Ćwierćfinały      | Ćwierćfinały          |                       |   | Półfinały         | Półfinały             | Półfinały             |                       |                       | Finał             | Finał | Finał |
|  | 19 maja 2016 – Moskwa     |                   |                       |                       |   |                   |                       |                       |                       |                       |                   |       |       |
|  |                           |                   |                       |                       |   |                   |                       |                       |                       |                       |                   |       |       |
|  | Czechy                    | Czechy            | 1                     |                       |   |                   |                       |                       |                       |                       |                   |       |       |
|  | Czechy                    | Czechy            | 1                     | 21 maja 2016 – Moskwa |   |                   |                       |                       |                       |                       |                   |       |       |
|  | Stany Zjednoczone         | Stany Zjednoczone | 2 pk.                 |                       |   |                   |                       |                       |                       |                       |                   |       |       |
|  | Stany Zjednoczone         | Stany Zjednoczone | 2 pk.                 |                       |   | Stany Zjednoczone | Stany Zjednoczone     | 3                     |                       |                       |                   |       |       |
|  | 19 maja 2016 – Petersburg |                   |                       |                       |   | Stany Zjednoczone | Stany Zjednoczone     | 3                     |                       |                       |                   |       |       |
|  |                           |                   | Kanada                | Kanada                | 4 |                   |                       |                       |                       |                       |                   |       |       |
|  | Kanada                    | Kanada            | Kanada                | Kanada                | 4 | 6                 |                       |                       |                       |                       |                   |       |       |
|  | Kanada                    | Kanada            |                       |                       |   | 6                 | 22 maja 2016 – Moskwa |                       |                       |                       |                   |       |       |
|  | Szwecja                   | Szwecja           | 0                     |                       |   |                   |                       |                       |                       |                       |                   |       |       |
|  | Szwecja                   | Szwecja           | 0                     |                       |   | Kanada            | Kanada                | 2                     |                       |                       |                   |       |       |
|  | 19 maja 2016 – Petersburg |                   |                       |                       |   | Kanada            | Kanada                | 2                     |                       |                       |                   |       |       |
|  |                           |                   | Finlandia             | Finlandia             | 0 |                   |                       |                       |                       |                       |                   |       |       |
|  | Finlandia                 | Finlandia         | Finlandia             | Finlandia             | 0 | 5                 |                       |                       |                       |                       |                   |       |       |
|  | Finlandia                 | Finlandia         | 21 maja 2016 – Moskwa |                       |   | 5                 |                       |                       |                       |                       |                   |       |       |
|  | Dania                     | Dania             | 1                     |                       |   |                   |                       |                       |                       |                       |                   |       |       |
|  | Dania                     | Dania             | 1                     |                       |   | Finlandia         | Finlandia             | 3                     | Mecz o 3. miejsce     | Mecz o 3. miejsce     | Mecz o 3. miejsce |       |       |
|  | 19 maja 2016 – Moskwa     |                   |                       |                       |   | Finlandia         | Finlandia             | 3                     | Mecz o 3. miejsce     | Mecz o 3. miejsce     | Mecz o 3. miejsce |       |       |
|  |                           |                   | Rosja                 | Rosja                 | 1 |                   |                       | 22 maja 2016 – Moskwa | 22 maja 2016 – Moskwa | 22 maja 2016 – Moskwa |                   |       |       |
|  | Rosja                     | Rosja             | Rosja                 | Rosja                 | 1 | 4                 |                       | 22 maja 2016 – Moskwa | 22 maja 2016 – Moskwa | 22 maja 2016 – Moskwa |                   |       |       |
|  | Rosja                     | Rosja             |                       |                       |   |                   |                       | Rosja                 | Rosja                 | 7                     |                   |       |       |
|  | Niemcy                    | Niemcy            | 1                     |                       |   |                   |                       |                       | Rosja                 | 7                     |                   |       |       |
|  | Niemcy                    | Niemcy            | 1                     |                       |   |                   |                       | Stany Zjednoczone     | Stany Zjednoczone     | 2                     |                   |       |       |
|  |                           |                   |                       |                       |   |                   |                       |                       | Stany Zjednoczone     | 2                     |                   |       |       |

### Ćwierćfinały
| 19 maja 2016 | Czechy | 1:2 pk. | Stany Zjednoczone | VTB Pałac Lodowy, Moskwa |

| Szczegóły      | Szczegóły             | Szczegóły                 | Szczegóły                                     | Szczegóły                                                                 |
| -------------- | --------------------- | ------------------------- | --------------------------------------------- | ------------------------------------------------------------------------- |
| Godzina: 15:15 | T. Zohorna (PS) 15:23 | (1:0, 0:1, 0:0, 0:0, 0:1) | 21:27 (EQ) A. Matthews 70:00 (PS) A. Matthews | Widzów: 7853 Sędzia główny: Linus Ohlund Sędziowie liniowi: Tobias Wehrli |
| Godzina: 15:15 | 12 min. kar           |                           | 12 min. kar                                   | Widzów: 7853 Sędzia główny: Linus Ohlund Sędziowie liniowi: Tobias Wehrli |

| 19 maja 2016 | Finlandia | 5:1 | Dania | Jubileuszowy Pałac Sportu, Sankt Petersburg |

| Szczegóły      | Szczegóły | Szczegóły       | Szczegóły           | Szczegóły                                                               |
| -------------- | --- | --------------- | ------------------- | ----------------------------------------------------------------------- |
| Godzina: 15:15 | M. Granlund (EQ) 14:29 J. Koskiranta (EQ) 21:45 P. Laine (EQ) 38:57 J. Jokinen (EQ) (EN) 57:46 M. Granlund (EQ) 58:07 | (1:0, 2:1, 2:0) | 31:42 (PP) L. Eller | Widzów: 5038 Sędzia główny: Martin Fraňo Sędziowie liniowi: Jozef Kubus |
| Godzina: 15:15 | 6 min. kar |                 | 6 min. kar          | Widzów: 5038 Sędzia główny: Martin Fraňo Sędziowie liniowi: Jozef Kubus |

| 19 maja 2016 | Rosja | 4:1 | Niemcy | VTB Pałac Lodowy, Moskwa |

| Szczegóły      | Szczegóły                                                                                     | Szczegóły       | Szczegóły            | Szczegóły                                                                   |
| -------------- | --------------------------------------------------------------------------------------------- | --------------- | -------------------- | --------------------------------------------------------------------------- |
| Godzina: 19:15 | W. Szypaczow (EQ) 20:40 J. Dadonow (EQ) 27:17 W. Szypaczow (EQ) 34:14 A. Owieczkin (EQ) 42:45 | (0:1, 3:0, 1:0) | 04:45 (EQ) P. Reimer | Widzów: 12199 Sędzia główny: Tobias Bjork Sędziowie liniowi: Aleksi Rantala |
| Godzina: 19:15 | 2 min. kar                                                                                    |                 | 4 min. kar           | Widzów: 12199 Sędzia główny: Tobias Bjork Sędziowie liniowi: Aleksi Rantala |

| 19 maja 2016 | Kanada | 6:0 | Szwecja | Jubileuszowy Pałac Sportu, Sankt Petersburg |

| Szczegóły      | Szczegóły | Szczegóły       | Szczegóły   | Szczegóły                                                                    |
| -------------- | --- | --------------- | ----------- | ---------------------------------------------------------------------------- |
| Godzina: 19:15 | M. Scheifele (EQ) 18:39 M. Dumba (PP) 26:05 B. Marchand (EQ) 32:02 M. Domi (EQ) 32:13 M. Stone (EQ) 51:05 D. Brassard (EQ) 53:22 | (1:0, 3:0, 2:0) |             | Widzów: 6090 Sędzia główny: Roman Gofman Sędziowie liniowi: Maksim Sidorenko |
| Godzina: 19:15 | 10 min. kar |                 | 18 min. kar | Widzów: 6090 Sędzia główny: Roman Gofman Sędziowie liniowi: Maksim Sidorenko |

### Półfinały
| 21 maja 2016 | Finlandia | 3:1 | Rosja | VTB Pałac Lodowy, Moskwa |

| Szczegóły      | Szczegóły                                                 | Szczegóły       | Szczegóły              | Szczegóły                                                                |
| -------------- | --------------------------------------------------------- | --------------- | ---------------------- | ------------------------------------------------------------------------ |
| Godzina: 15:15 | S. Aho (PP) 25:34 J. Jokinen (EQ) 35:50 S. Aho (PP) 38:15 | (0:1, 3:0, 0:0) | 02:52 (EQ) S. Szyrokow | Widzów: 12215 Sędzia główny: Martin Fraňo Sędziowie liniowi: Jozef Kubus |
| Godzina: 15:15 | 10 min. kar                                               |                 | 8 min. kar             | Widzów: 12215 Sędzia główny: Martin Fraňo Sędziowie liniowi: Jozef Kubus |

| 21 maja 2016 | Kanada | 4:3 | Stany Zjednoczone | VTB Pałac Lodowy, Moskwa |

| Szczegóły      | Szczegóły                                                                                 | Szczegóły       | Szczegóły                                                          | Szczegóły                                                                  |
| -------------- | ----------------------------------------------------------------------------------------- | --------------- | ------------------------------------------------------------------ | -------------------------------------------------------------------------- |
| Godzina: 19:15 | B. Gallagher (EQ) 08:59 B. Marchand (EQ) 18:02 D. Brassard (PP) 35:30 R. Ellis (EQ) 41:34 | (2:0, 1:3, 1:0) | 21:14 (PP) A. Matthews 23:57 (EQ) D. Warsofsky 28:25 (EQ) T. Motte | Widzów: 10455 Sędzia główny: Roman Gofman Sędziowie liniowi: Tobias Wehrli |
| Godzina: 19:15 | 6 min. kar                                                                                |                 | 14 min. kar                                                        | Widzów: 10455 Sędzia główny: Roman Gofman Sędziowie liniowi: Tobias Wehrli |

### Mecz o trzecie miejsce
| 22 maja 2016 | Rosja | 7:2 | Stany Zjednoczone | VTB Pałac Lodowy, Moskwa |

| Szczegóły      | Szczegóły | Szczegóły       | Szczegóły                                   | Szczegóły                                                                 |
| -------------- | --- | --------------- | ------------------------------------------- | ------------------------------------------------------------------------- |
| Godzina: 15:15 | W. Wojnow (EQ) 06:23 S. Moziakin (PP) 13:41 I. Tielegin (EQ) 29:36 J. Dadonow (EQ) 32:49 A. Panarin (EQ) 35:22 S. Moziakin (EQ) 53:13 W. Szypaczow (PP) 59:53 | (2:0, 3:1, 2:1) | 43:29 (PP) F. Vatrano 43:42 (EQ) F. Vatrano | Widzów: 12043 Sędzia główny: Tobias Bjork Sędziowie liniowi: Martin Fraňo |
| Godzina: 15:15 | 10 min. kar |                 | 8 min. kar                                  | Widzów: 12043 Sędzia główny: Tobias Bjork Sędziowie liniowi: Martin Fraňo |

### Finał
| 22 maja 2016 | Finlandia | 0:2 | Kanada | VTB Pałac Lodowy, Moskwa |

| Szczegóły      | Szczegóły  | Szczegóły       | Szczegóły                                        | Szczegóły                                                                  |
| -------------- | ---------- | --------------- | ------------------------------------------------ | -------------------------------------------------------------------------- |
| Godzina: 19:45 |            | (0:1, 0:0, 0:1) | 11:24 (EQ) C. McDavid 59:59 (EQ) (EN) M. Duchene | Widzów: 11509 Sędzia główny: Roman Gofman Sędziowie liniowi: Tobias Wehrli |
| Godzina: 19:45 | 6 min. kar |                 | 8 min. kar                                       | Widzów: 11509 Sędzia główny: Roman Gofman Sędziowie liniowi: Tobias Wehrli |

## Statystyki
Stan po zakończeniu turnieju. Źródło: IIHF.com

### Zawodnicy z pola
| Lp. | Zawodnik          | Mecze | Gole |
| --- | ----------------- | ----- | ---- |
| 1.  | Gustav Nyquist    | 8     | 7    |
| 2.  | Patrik Laine      | 10    | 7    |
| 3.  | Siergiej Moziakin | 9     | 6    |
| 4.  | Jewgienij Dadonow | 10    | 6    |
| 4.  | Taylor Hall       | 10    | 6    |
| 4.  | Auston Matthews   | 10    | 6    |
| 4.  | Artiemij Panarin  | 10    | 6    |
| 4.  | Wadim Szypaczow   | 10    | 6    |

| Lp. | Zawodnik         | Mecze | Asysty |
| --- | ---------------- | ----- | ------ |
| 1.  | Wadim Szypaczow  | 10    | 12     |
| 2.  | Pawieł Daciuk    | 10    | 10     |
| 2.  | Artiemij Panarin | 10    | 9      |
| 4.  | Mikael Granlund  | 10    | 8      |
| 4.  | Connor McDavid   | 10    | 8      |

| Lp. | Zawodnik          | Mecze | Gole | As. | Pkt |
| --- | ----------------- | ----- | ---- | --- | --- |
| 1.  | Wadim Szypaczow   | 10    | 6    | 12  | 18  |
| 2.  | Artiemij Panarin  | 10    | 6    | 9   | 15  |
| 3.  | Jewgienij Dadonow | 10    | 6    | 7   | 13  |
| 4.  | Patrik Laine      | 10    | 7    | 5   | 12  |
| 5.  | Mikael Granlund   | 10    | 4    | 8   | 12  |

| Lp. | Zawodnik      | Mecze | Gole | As. | Pkt |
| --- | ------------- | ----- | ---- | --- | --- |
| 1.  | Anton Biełow  | 9     | 2    | 5   | 7   |
| 2.  | Mike Matheson | 10    | 2    | 4   | 6   |
| 2.  | Chris Wideman | 10    | 2    | 4   | 6   |
| 4.  | Cody Ceci     | 10    | 1    | 5   | 6   |
| 5.  | Raphael Diaz  | 5     | 0    | 6   | 6   |
| 10. | Andrej Sekera | 7     | 3    | 1   | 4   |

| Lp. | Zawodnik           | Mecze | +/− |
| --- | ------------------ | ----- | --- |
| 1.  | Aleksiej Marczenko | 10    | +12 |
| 2.  | Nikita Zajcew      | 10    | +12 |
| 3.  | Mike Matheson      | 10    | +11 |
| 4.  | Jewgienij Dadonow  | 10    | +10 |
| 4.  | Wadim Szypaczow    | 10    | +10 |

| Lp. | Zawodnik          | Mecze | Minuty |
| --- | ----------------- | ----- | ------ |
| 1.  | Aleksejs Širokovs | 5     | 29     |
| 2.  | Illa Szynkiewicz  | 4     | 27     |
| 3.  | Ronalds Ķēniņš    | 6     | 27     |
| 4.  | Aleksiej Jemielin | 10    | 25     |
| 5.  | Félicien Du Bois  | 7     | 18     |

### Klasyfikacje bramkarzy
Zestawienie uwzględnia bramkarzy, którzy rozegrali minimum 40% łącznego czasu gry swoich zespołów. Źródło: 
| Lp. | Zawodnik           | Mecze | %     |
| --- | ------------------ | ----- | ----- |
| 1.  | Dominik Furch      | 4     | 96,00 |
| 2.  | Mikko Koskinen     | 8     | 94,67 |
| 3.  | Cam Talbot         | 8     | 94,01 |
| 4.  | Sebastian Dahm     | 7     | 93,55 |
| 5.  | Siergiej Bobrowski | 9     | 93,12 |

| Lp. | Zawodnik           | Mecze | #    |
| --- | ------------------ | ----- | ---- |
| 1.  | Dominik Furch      | 4     | 0,94 |
| 2.  | Mikko Koskinen     | 8     | 1,13 |
| 3.  | Cam Talbot         | 8     | 1,25 |
| 4.  | Siergiej Bobrowski | 9     | 1,73 |
| 5.  | Sebastian Dahm     | 7     | 2,21 |

| Lp. | Zawodnik      | Mecze | # |
| --- | ------------- | ----- | - |
| 1.  | Cam Talbot    | 8     | 4 |
| 2.  | Dominik Furch | 4     | 2 |

| Lp. | Zawodnik           | Mecze | Obrony |
| --- | ------------------ | ----- | ------ |
| 1.  | Sebastian Dahm     | 7     | 232    |
| 2.  | Witalij Kolesnik   | 6     | 218    |
| 3.  | Siergiej Bobrowski | 9     | 203    |

## Wyróżnienia indywidualne
- Najlepsi zawodnicy wybrani przez dyrektoriat turnieju[2]:
  - Najlepszy bramkarz:  Mikko Koskinen
  - Najlepszy obrońca:  Mike Matheson
  - Najlepszy napastnik:  Patrik Laine

- Skład Gwiazd wybrany w głosowaniu dziennikarzy[3]:
  - Bramkarz:  Mikko Koskinen
  - Obrońcy:  Nikita Zajcew,  Mike Matheson
  - Napastnicy:  Patrik Laine,  Wadim Szypaczow,  Mikael Granlund
  - Najbardziej Wartościowy Gracz (MVP):  Patrik Laine

## Składy medalistów
| Złoto Kanada     | Derick Brassard, Cody Ceci, Max Domi, Matt Duchene, Mathew Dumba, Ryan Ellis, Brendan Gallagher, Taylor Hall, Ben Hutton, Boone Jenner, Brad Marchand, Mike Matheson, Connor McDavid, Ryan Murray, Calvin Pickard, Ryan O’Reilly, Corey Perry, Sam Reinhart, Morgan Rielly, Mark Scheifele, Mark Stone, Cam Talbot, Christopher Tanev Trener: Bill Peters |
| Srebro Finlandia | Sebastian Aho, Aleksandr Barkov, Niklas Bäckström, Mikael Granlund, Juuso Hietanen, Topi Jaakola, Jussi Jokinen, Tommi Kivistö, Mikko Koivu, Mikko Koskinen, Leo Komarov, Jarno Koskiranta, Lasse Kukkonen, Patrik Laine, Jani Lajunen, Esa Lindell, Atte Ohtamaa, Antti Pihlström, Ville Pokka, Teemu Pulkkinen, Mika Pyörälä, Mikko Rantanen, Tomi Sallinen, Anssi Salmela, Juuse Saros Trener: Kari Jalonen                                                                 |
| Brąz Rosja       | Wiktor Antipin, Anton Biełow, Siergiej Bobrowski, Aleksandr Burmistrow, Maksim Czudinow, Pawieł Daciuk, Jewgienij Dadonow, Aleksiej Jemielin, Siergiej Kalinin, Jewgienij Kuzniecow, Roman Lubimow, Aleksiej Marczenko, Siergiej Moziakin, Dmitrij Orłow, Aleksandr Owieczkin, Artiemij Panarin, Siergiej Płotnikow, Stiepan Sannikow, Ilja Sorokin, Igor Szestiorkin, Wadim Szypaczow, Siergiej Szyrokow, Iwan Tielegin, Wiaczesław Wojnow, Nikita Zajcew Trener: Oleg Znarok |

## Klasyfikacja końcowa

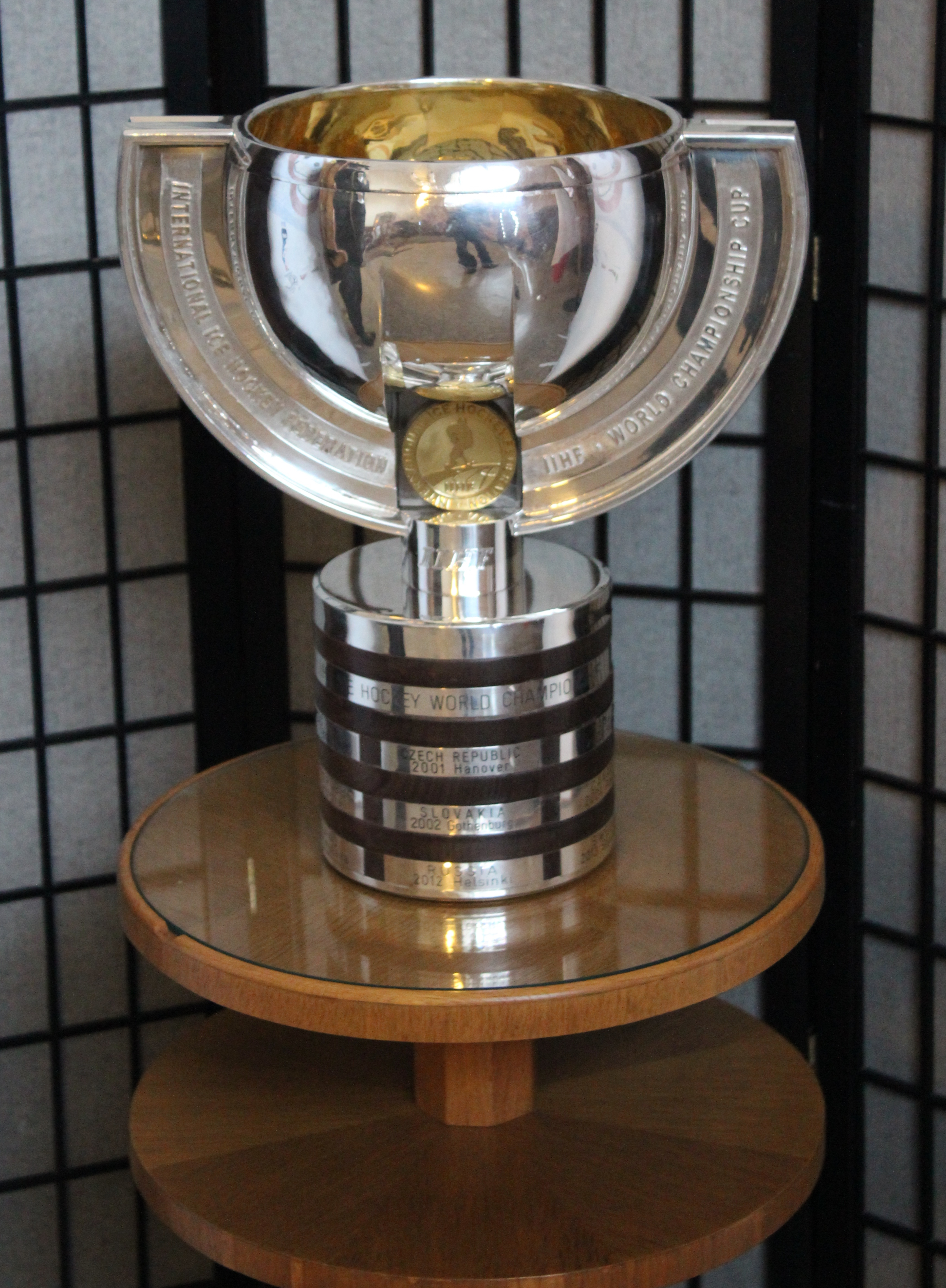
Trofeum dla zwycięzcy mistrzostw świata

| Msc. | Reprezentacja     |
| ---- | ----------------- |
|      | Kanada            |
|      | Finlandia         |
|      | Rosja             |
| 4    | Stany Zjednoczone |
| 5    | Czechy            |
| 6    | Szwecja           |
| 7    | Niemcy            |
| 8    | Dania             |
| 9    | Słowacja          |
| 10   | Norwegia          |
| 11   | Szwajcaria        |
| 12   | Białoruś          |
| 13   | Łotwa             |
| 14   | Francja           |
| 15   | Węgry             |
| 16   | Kazachstan        |

| Spadek do I Dywizji Grupy A w 2017: | Kazachstan, Węgry |
| Awans do turnieju MŚ Elity w 2017:  | Słowenia, Włochy  |